# Girobicúpula pentagonal
Em geometria, a girobicúpula pentagonal é um dos sólidos de Johnson (J31). Como a ortobicúpula pentagonal, pode ser construída juntando-se duas cúpulas pentagonais (J5) ao longo de suas bases decagonais. A diferença é que nesse sólido há uma rotação de 36 graus em uma cúpula antes da junção.
As suas faces são por 10 triângulos, 10 quadrados e 2 pentágonos.